# Wereldkampioenschap ankerkader 47/1
Het wereldkampioenschap ankerkader 47/1 (een spelsoort in het carambolebiljart) werd georganiseerd van 1967 t/m 1987. 
Het is min of meer de opvolger van het voor de Tweede Wereldoorlog gespeelde wereldkampioenschap ankerkader 45/1. 
Recordwinnaar is de Fransman Francis Connesson (in 1980 en 1982) met twee titels.
De Nederlander Hans Vultink (1975) en de Belgen Raymond Ceulemans (1976) en Ludo Dielis (1977) wonnen het toernooi ook elk één keer.

Vultink was de eerste die een partij, van destijds 300 punten, in één beurt uitspeelde. Het was tijdens het WK van 1975 in Rotterdam, en het was live op televisie.
| Jaar | Locatie        | Goud                  | Zilver            | Brons                   | Ranglijst |
| ---- | -------------- | --------------------- | ----------------- | ----------------------- | --------- |
| 1967 | Marseille FRA  | Jean Marty FRA        | Henk Scholte NED  | José Gálvez Manzano ESP | Ra.       |
| 1975 | Rotterdam NED  | Hans Vultink NED      | Jean Bessems NED  | Francis Connesson FRA   | Ra.       |
| 1976 | Mollerussa ESP | Raymond Ceulemans BEL | Hans Vultink NED  | Dieter Müller GER       | Ra.       |
| 1977 | Groenlo NED    | Ludo Dielis BEL       | Dieter Müller GER | Hans Vultink NED        | Ra.       |
| 1980 | Bottrop NED    | Francis Connesson FRA | Hans Vultink NED  | Ludo Dielis BEL         | Ra.       |
| 1982 | Duisburg GER   | Francis Connesson FRA | Jan Arnouts NED   | Thomas Wildförster GER  | Ra.       |
| 1987 | Landau GER     | Fonsy Grethen LUX     | Jos Bongers NED   | Franz Stenzel AUT       | Ra.       |